# Alfonso Calzolari

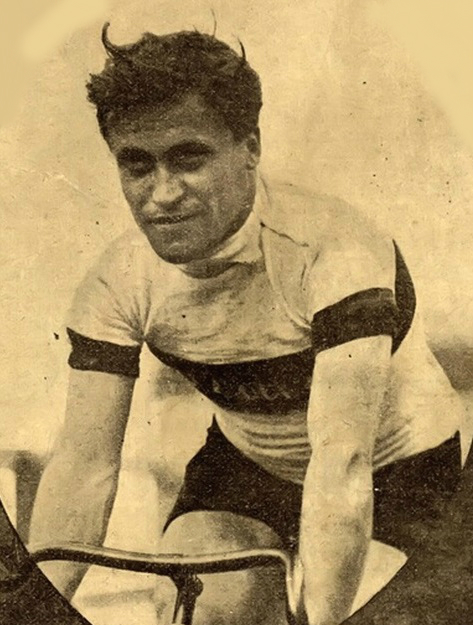
Alfonso Calzolari (1918)

Alfonso Calzolari (* 30. April 1887 in Vergato; † 7. Februar 1983 in Ceriale) war ein italienischer Radrennfahrer.
Sein größter Erfolg war 1914 der Gewinn der Gesamtwertung des Giro d’Italia, bei dem nur acht Starter das Ziel erreichten. Er gewann mit dem größten Zeitvorsprung der Giro-Geschichte von 1h 57' 26" vor Pierino Albini.

## Palmares
- 1912 Giro d’Emilia
- 1914 Giro d’Italia

## Mannschaften
- 1912 – L’Italiana
- 1913 – Stucchi
- 1914 – Stucchi
- 1915 – Stucchi
- 1918 – Stucchi
- 1919 – Stucchi
- 1920 – Stucchi